# 스미스소니언 채널
스미스소니언 채널(Smithsonian Channel)은 패러마운트 미디어 네트웍스 소속의 방송국이다. 현재 AT&T 유-버스와 버라이즌 FiOS 등에서 송출 중이다. 소재지는 워싱턴 D.C.이다.

## 연혁
2007년 개국했고, 그 해 10월에 DirecTV로부터 HD 방송을 시작했다.

## 유튜브 채널
다양한 주제를 다루는 유튜브 채널이 존재한다.